# 考試院 (中華民国)

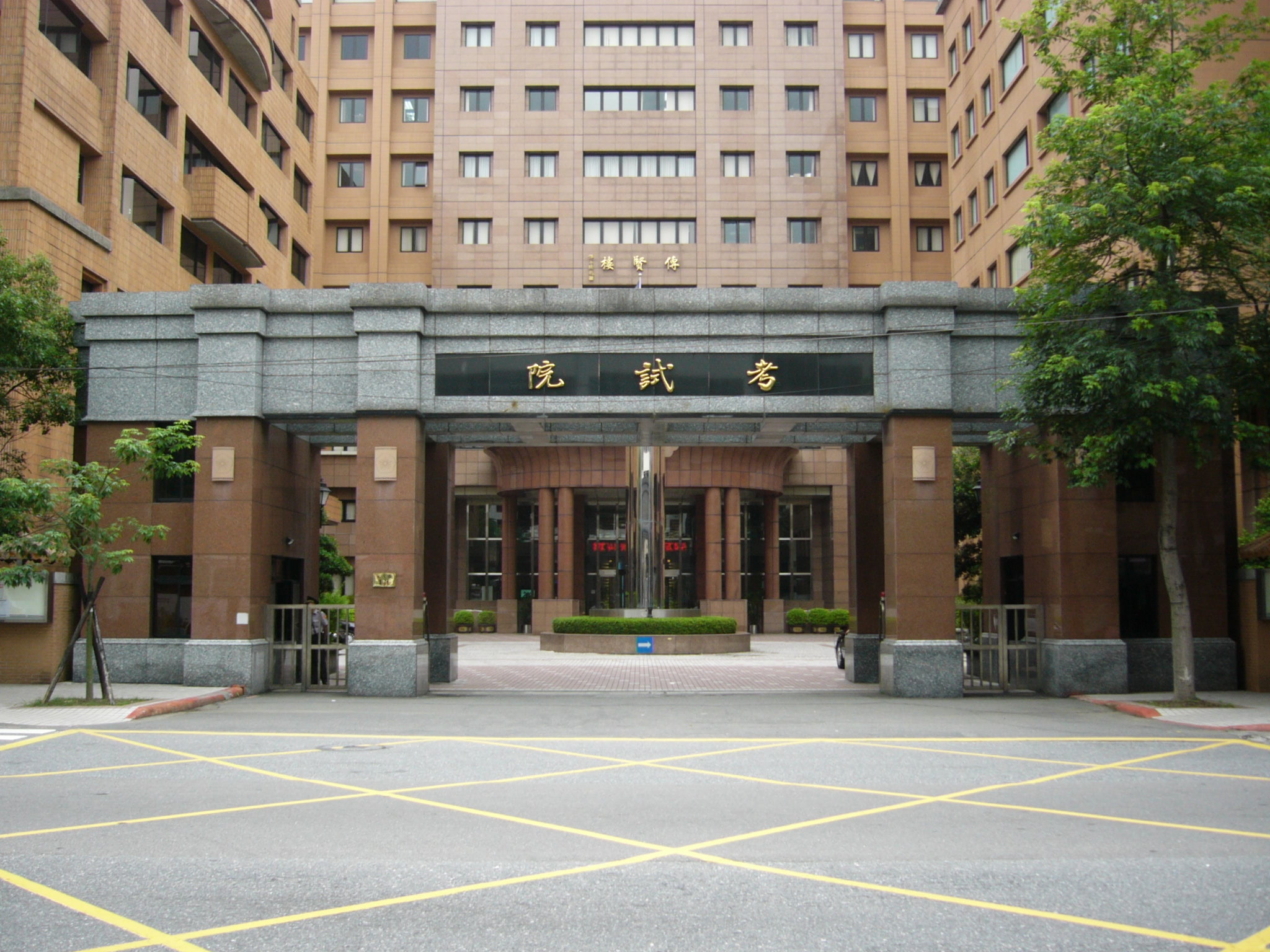
考試院

考試院（こうしいん）は、中華民国の公務員の人事を管轄する国家機関。日本の人事院に相当し、すべての公務員の採用試験や任用、管理等の人事管理を行っている。
院長、副院長各1名、考試委員19名より構成され、考試委員の任期は6年で、立法院の同意を経て総統が任命している。なお、中華民国の公務員は全て考試院による採用試験と資格審査を受けることが法律で義務と定められている。

## 歴代院長

### 憲法施行前
| 代   | 氏名   | 任期                  | 副院長                           | 秘書長                             |
| ---- | ------ | --------------------- | -------------------------------- | ---------------------------------- |
| 初代 | 戴季陶 | 1928年10月～1948年7月 | 孫科→劉廬隠→鈕永建→朱家驊→周鍾嶽 | 陳大斉→許崇灝→李培基→史尚寛→雷法章 |

### 憲法施行後
| 代     | 氏名   | 任期                         | 所属政党 |
| ------ | ------ | ---------------------------- | -------- |
| 初代   | 張伯苓 | 1948年7月～1949年11月        | 国民党   |
| 代理   | 鈕永建 | 1949年11月～1952年4月        | 国民党   |
| 第2代  | 賈景徳 | 1952年4月～1954年9月         | 国民党   |
| 第3代  | 莫徳恵 | 1954年9月～1966年9月         | 無所属   |
| 第4代  | 孫科   | 1966年9月～1973年9月         | 国民党   |
| 第5代  | 楊亮功 | 1973年9月～1978年9月         | 国民党   |
| 第6代  | 劉季洪 | 1978年9月～1984年9月         | 国民党   |
| 第7代  | 孔徳成 | 1984年9月～1993年4月         | 無所属   |
| 第8代  | 邱創煥 | 1993年4月～1996年9月         | 国民党   |
| 第9代  | 許水徳 | 1996年9月～2002年9月         | 国民党   |
| 第10代 | 姚嘉文 | 2002年9月～2008年9月         | 民進党   |
| 代理   | 伍錦霖 | 2008年9月～2008年12月        | 国民党   |
| 第11代 | 関中   | 2008年12月1日～2014年8月31日 | 国民党   |
| 第12代 | 伍錦霖 | 2014年9月1日～2020年8月31日  | 国民党   |
| 第13代 | 黄栄村 | 2020年9月1日～2024年8月31日  | 無所属   |
| 第14代 | 周弘憲 | 2024年12月20日～現職         | 民進党   |